# تپه خلیفه‌لو
تپه خلیفه لو مربوط به هزاره اول قبل از میلاد است و در شهرستان نمین، بخش ویلکیج، روستای خلیفه لو واقع شده و این اثر در تاریخ ۱۷ اسفند ۱۳۸۱ با شمارهٔ ثبت ۷۵۱۴ به‌عنوان یکی از آثار ملی ایران به ثبت رسیده است.